# 岩代吉親
岩代 吉親 (いわしろ よしちか、1901年3月18日 - 1982年10月17日）は日本の教育家。戦後新制中学発足時に活躍した。「火の国旅情」を作詞作曲した岩代浩一は長男、現在活躍中の作曲家岩代太郎は直系の孫（浩一の長男）で、元日本テレビアナウンサーで現フリーアナウンサーの松本志のぶは太郎の妻にあたる。

## 略歴
1901年、熊本県南阿蘇の素封家の二男に生まれた。父一吉は漢学者、郡会議員も務める。1916年熊本第二師範学校入学,阿蘇郡長陽小学校訓導をへて、1924年東京高等師範学校入学。熊本県立人吉中学校教諭、その後旧大阪府立今宮中学教諭を経て、大阪府立汎愛中学校教頭になった。1945年、熊本に帰郷。熊本県立第二高等女学校、女子師範学校教頭をへて、1946年小国高等女学校校長。1947年、熊本市立白川中学校初代校長。彼の新制中学に対する熱意に打たれた軍政官ピーターセンは国有地の旧野砲隊後を白川中学のために確保、校長になり人事権をもった彼は独特の人事を行った。のちの熊本画壇に重きをなす竹本保、国語科では若き日の歌人安永蕗子（やすなが ふきこ）、九大現役教授などを採用した。1954年熊本市立藤園中学校校長。1956年退職。その後、熊本女子商業高校校長を18年勤める。1982年10月17日、81歳で死去。
岩代は全国中学校長会の副会長として吉田内閣の時に、中学を2年制にするのに反対した。白川中学はカリキュラムの編成、学校図書館による自立学習の啓発、視聴覚教育、生徒自治会、野外ステージによる校内討論会による研究発表会などをおこなった。昭和23年度、24年度、25年度に白川中学はモデルスクールと指定され、全国の注目をあびた。なお、実験学校と呼ばれた府県もある。他では、師範学校の付属校が指定されたという。

## 教育に関する意見
「生徒や保護者の人気取り教師は生徒にもなめられ、将来も慕われず、感謝されない」「体罰は指導技術不足の表れ」「学校の質は建物や設備よりまず人（教師の質）である」「クラブ活動は人間性の育成に大切な場であるから、授業と同様に重要である。クラブ活動を削減しての補習授業など言語道断」などを主張していた。

## その後の活躍
1968年熊本中学校退職校長会を結成、初代会長となった。また、いろいろな学校の校歌を作詞した。

## 趣味など
- 俳句、謡曲、居合、弓道。長男と孫が音楽家であるが、歌うのは下手であった。

## 文献
- 広瀬和夫　「新制中学の礎を築く 岩代吉親」　in 熊本県退職校長会　『熊本教育の人的遺産』2010 pp116-117
- 岩代浩一　 『残照｜岩代吉親の追想』1963 熊本市　（全511頁）
- 熊本市教育委員会　『熊本市戦後教育史　通史編　Ⅰ』1994 「白川中学の野外ステージ」　p223「モデルスクールと実験学校」p221